# Кюрдаханы
Кюрдаханы (азерб. Kürdəxanı) — посёлок городского типа в административном подчинении Сабунчинского района города Баку, Азербайджан. В посёлке расположена одноимённая железнодорожная станция.
Статус посёлка городского типа с 1937 года.

## История
Существует несколько вариантов объяснения слова «Кюрдаханы». В одной версии его название сформировалось из географических понятий «корд/корда» и «ханы» и означает место, где изготавливают ножи. Второе предположение, что когда-то все три стороны территории омывались водой и она была в виде полуострова. Именно из-за географического расположения это место называется «Кюрдаханы».

## Культура
На территории посёлка действуют современная поликлиника, интернет-кафе, средняя школа № 113 имени Г. Агавердиева, детский сад № 366, поликлиника № 33, дом культуры, музей, 2 библиотеки, отделение связи, клуб, нотариус и управление ЗАГСа, управления водных ресурсов, управления света, АТС с 2000 абонентами.

## Обычаи и традиции
Есть много исторических традиций Кюрдаханы, которые сохранились до сих пор. Например, в одном из дворов посёлка сидел старейшина. В знак уважения к нему отсюда не проходили дети. Этот обычай есть и в наши дни.
В посёлке после церемонии хнаяхты (девишник) проводились и другие женские церемонии до свадьбы. Здесь не  принимают участие не только мужчины, даже маленькие мальчики. На следующий день после свадьбы организовывались банкеты в доме жениха. Для мужчин накрывались столы во дворе, а для женщин и детей дома.

## География и климат
Кюрдаханы находится в северной части города Баку. Его площадь 27,3 км². Граничит с селами Пиршаги, Маштага, Нардаран, Бильгя, Махаммади, Забрат, Совхоз. Климат жаркий и мягкий. Воздушные массы приходят со стороны севера (ветер хазри) и юга (ветер гилавар).
Из-за того, что село находится на берегу моря, здесь в основном действуют холодные воздушные массы. Нормальная температура +10 °C – 20 °C. В Кюрдаханы действуют грязевые вулканы.
Кюрдаханы также отличается природой. Здесь встречаются лисы, волки, шакалы, медведи, совы и другие виды животных и птиц.

## Экономика
В области сельского хозяйства село Кюрдаханы очень хорошо развито. Здесь выращивают морковь, пшеницу, рожь, виноград, айву, тут, инжир, мушмулу, оливки, гранаты. Население занимается овцеводством, скотоводством, фермерством. В западной части поселка существует одна из крупнейших ферм Баку.

## Транспорт
Железная дорога Баку-Хачмаз делит Кюрдаханы на две части. Шоссе Махаммади — Кюрдаханы проходит через центр посёлка. В то же время работают автобусы № 173 по направлению Пиршаги — м/с Кероглу, № 185 по направлению Кюрдаханы-м/с Халглар достлугу.

## Население
По статистическим данным 1893 года, этнический состав Кюрдаханы составляли таты.
| 1959 | 1970 | 1979 | 1989 | 2013 | 2016 |
| ---- | ---- | ---- | ---- | ---- | ---- |
| 1622 | 2574 | 3223 | 3846 | 6300 | 6500 |